# GFA League First Division
De GFA League First Division is de hoogste voetbaldivisie uit Gambia. De competitie werd voor het eerst georganiseerd in 1969.

## Clubs 2010/11
- Armed Forces  (Banjul)
- Bakau United (Bakau)
- Brikama United (Brikama)
- Gambia Ports Authority
- GAMTEL (Banjul)
- Interior FC
- Real de Banjul  (Banjul)
- Samger
- Steve Biko FC
- Wallidan  (Banjul)
- Africell Football Club
- Young Africans FC

## Landskampioenen
- 1969/70 : Wallidan FC
- 1970/71 : Wallidan FC
- 1971/72 : onbekend
- 1972/73 : Gambia Ports Authority FC
- 1973/74 : Wallidan FC
- 1974/75 : Real de Banjul FC
- 1975/76 : Wallidan FC
- 1976/77 : Wallidan FC
- 1977/78 : Real de Banjul FC
- 1978/79 : Wallidan FC
- 1979/80 : Starlight Banjul
- 1980/81 : Starlight Banjul
- 1981/82 : Gambia Ports Authority FC
- 1982/83 : Real de Banjul FC
- 1983/84 : Gambia Ports Authority FC
- 1984/85 : Wallidan fc
- 1985/86 : onbekend
- 1986/87 : onbekend
- 1987/88 : Wallidan FC
- 1988/89 : niet beëindigd
- 1989/90 : onbekend
- 1990/91 : geen kampioenschap
- 1991/92 : Wallidan FC
- 1992/93 : Banjul Hawks FC
- 1993/94 : Real de Banjul FC
- 1994/95 : Wallidan FC
- 1995/96 : Banjul Hawks FC
- 1996/97 : Real de Banjul FC
- 1997/98 : Real de Banjul FC
- 1998/99 : Gambia Ports Authority FC
- 1999/00 : Real de Banjul FC
- 2000/01 : Wallidan FC
- 2001/02 : Wallidan FC
- 2002/03 : Armed Forces FC
- 2003/04 : Wallidan FC
- 2005 : Wallidan FC
- 2006 : Gambia Ports Authority FC
- 2007 : Real de Banjul FC
- 2008 : Wallidan FC
- 2009 : Armed Forces FC
- 2010 : Gambia Ports Authority
- 2011 : Brikama United